# Ізоляція (біологія)
Ізоля́ція (в генетиці популяцій) — це процес виникнення будь-яких бар'єрів, що порушують вільне схрещування та потік генів. Ізоляція є елементарним еволюційним фактором, який діє на мікроеволюційному рівні та приводить до видоутворення.
У залежності від природи ізолюючих бар'єрів виділяють два способи ізоляції: географічна та репродуктивна.

## Географічна ізоляція
Географічна ізоляція — відокремлення певної популяції від інших популяцій того ж виду будь-якою географічною перепоною. Подібна ізоляція може виникнути в результаті зміни географічних умов в межах ареалу виду або при розселенні особин за межі популяції, коли «популяції засновників» можуть закріпитись у деяких відокремлених районах зі сприятливими для них умовами зовнішнього середовища. Географічна ізоляція — один з важливих факторів видоутворення, оскільки вона перешкоджає схрещуванню і, тим самим, обміну генетичною інформацією між відокремленими популяціями, що призводить до виникнення нових підвидів.

## Репродуктивна ізоляція
Репродуктивна (біологічна) ізоляція приводить до порушення вільного схрещування або утворенню нежиттєздатного (або стерильного) потомства.
Виділяють такі форми репродуктивної ізоляції: екологічну, сезонну, етологічну, генетичну, морфо-функціональну. Згадані форми репродуктивної ізоляції виникають незалежно один від одної та можуть поєднуватися у будь-якій комбінації. Однак саме генетичну форму ізоляції вважають однією з найважливіших форм репродуктивної ізоляції при видоутворенні, оскільки інші форми репродуктивної ізоляції в результаті ведуть до виникнення незалежних генофондів двох популяцій. Виникненню репродуктивної ізоляції часто сприяє тривала географічна ізоляція.